# San Vicente Ferrer (Baleares)
Sant Vicent de sa Cala (en castellano, San Vicente Ferrer) es una población del municipio de San Juan Bautista (en catalán y oficialmente Sant Joan de Labritja), en Ibiza (Islas Baleares, España), al noreste de la isla. Cuenta con una población de 507 habitantes a fecha de 2023, en gran parte diseminada. 
Situada en una zona históricamente muy aislada de Ibiza, la parroquia se articula sobre la iglesia del mismo nombre, alzada entre 1828 y 1837 a tres kilómetros en el interior, situándose a su alrededor una aldea. Geográficamente, la parroquia sigue el valle del torrente de sa Cala, hasta llegar a la Cala San Vicente o sa Cala, actualmente núcleo turístico, al sur de la Punta Grossa. Otras vendas o aldeas son Es Murtar y Es Negros.
Destaca la Cueva de Es Culleram, un yacimiento arqueológico de origen púnico, donde se encontraron decenas de figuritas de terracota y cerámica.